# Argiope anasuja
Argiope anasuja är en spindelart som beskrevs av Tord Tamerlan Teodor Thorell 1887. Argiope anasuja ingår i släktet Argiope och familjen hjulspindlar. Inga underarter finns listade i Catalogue of Life.

## Bildgalleri

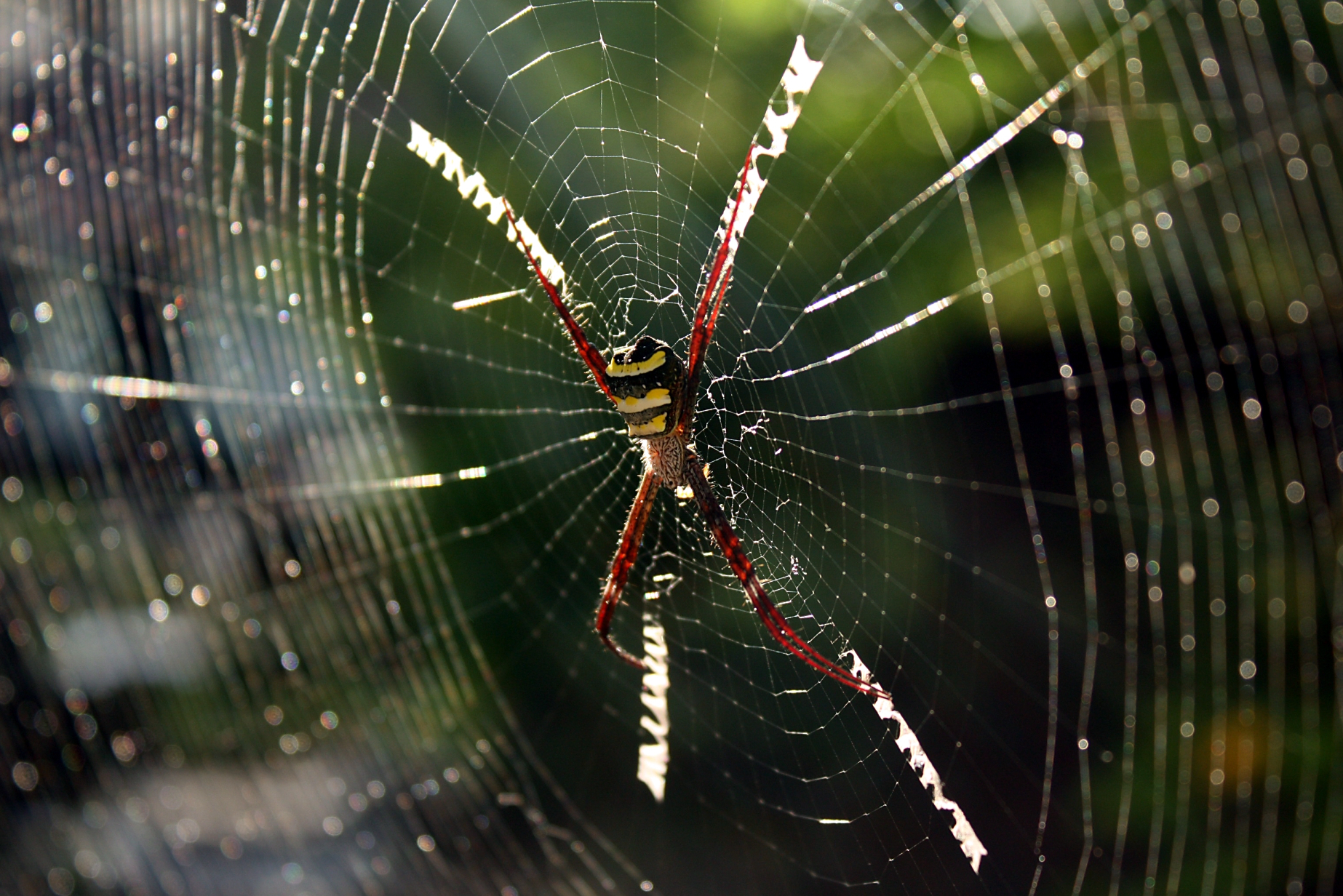
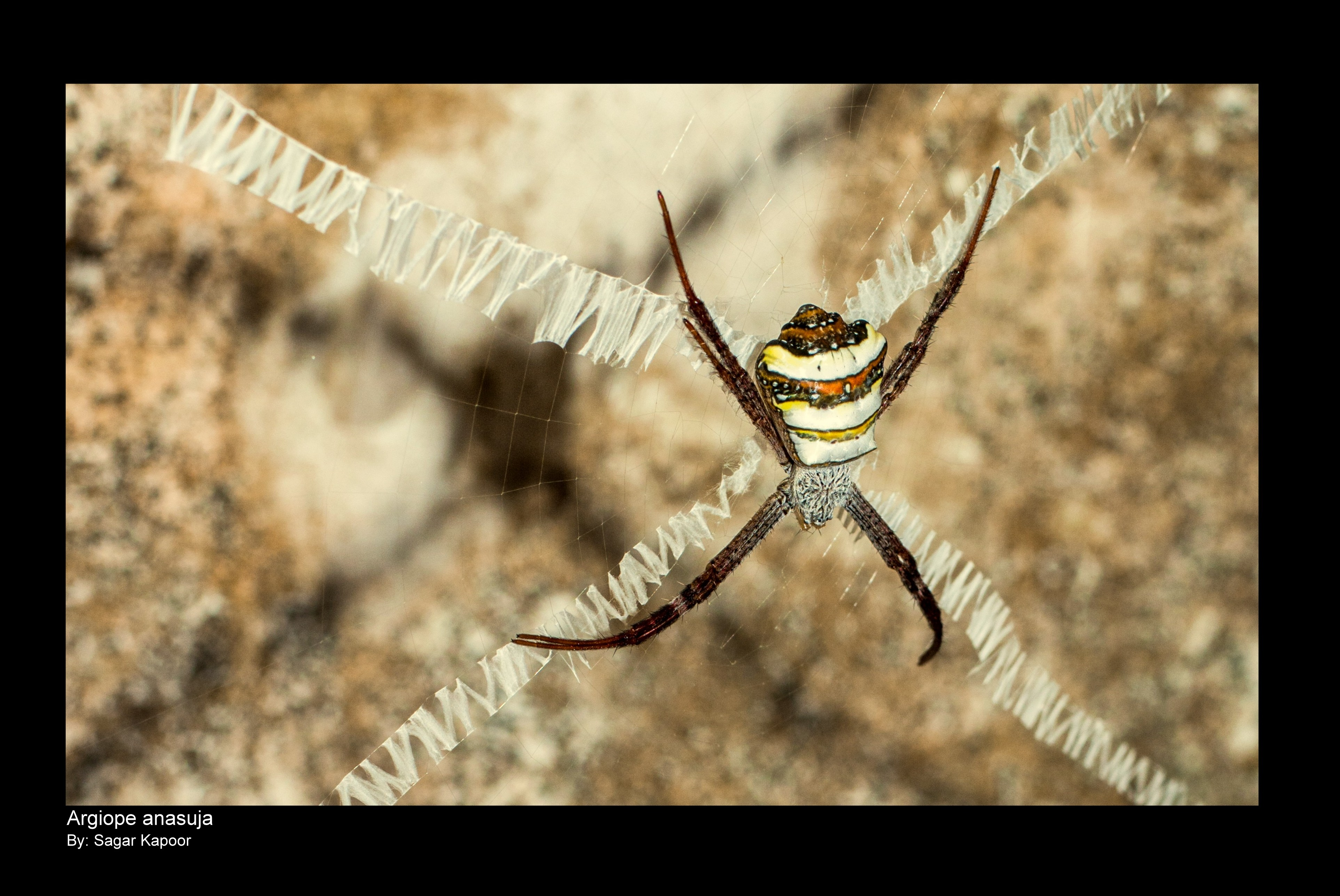
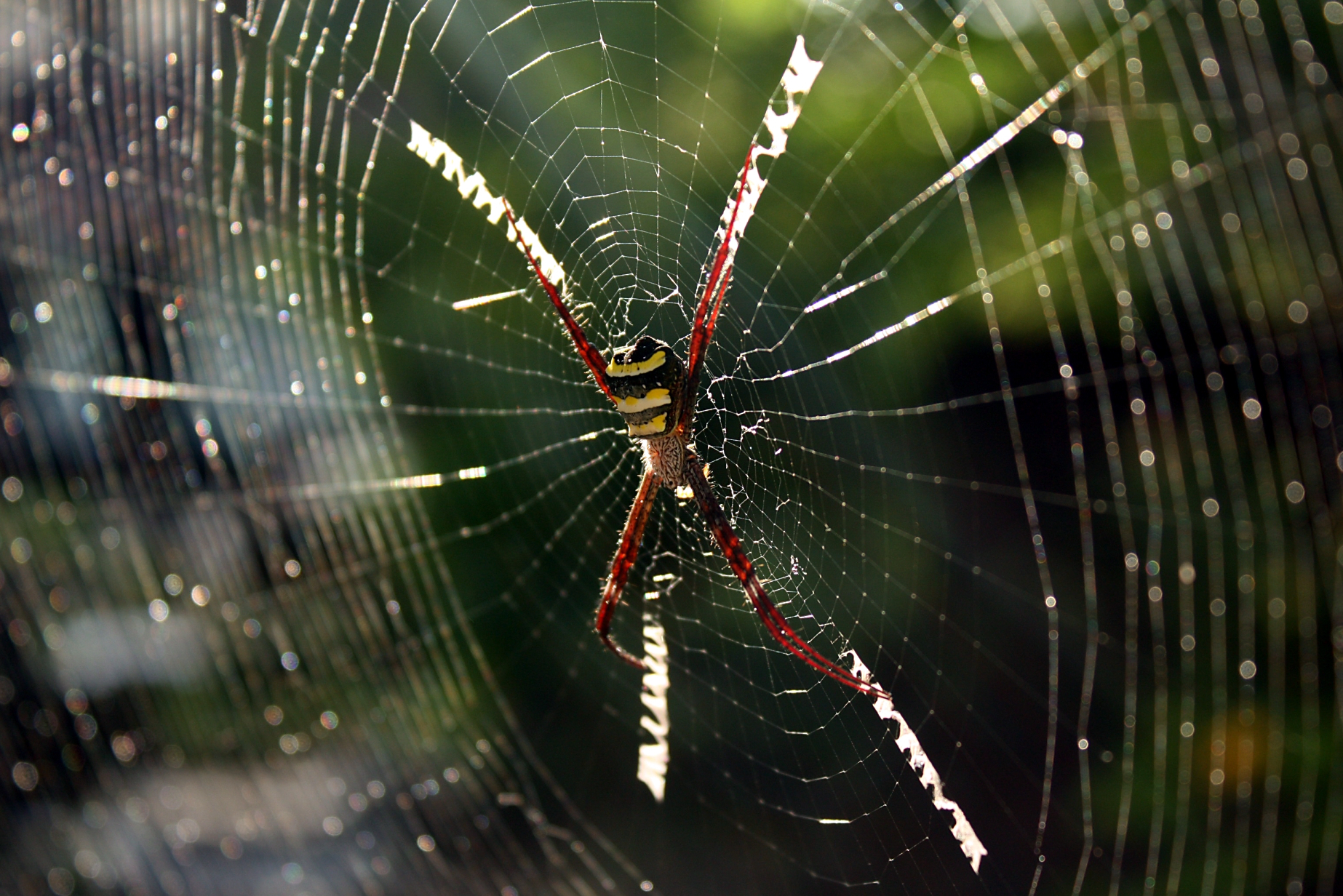
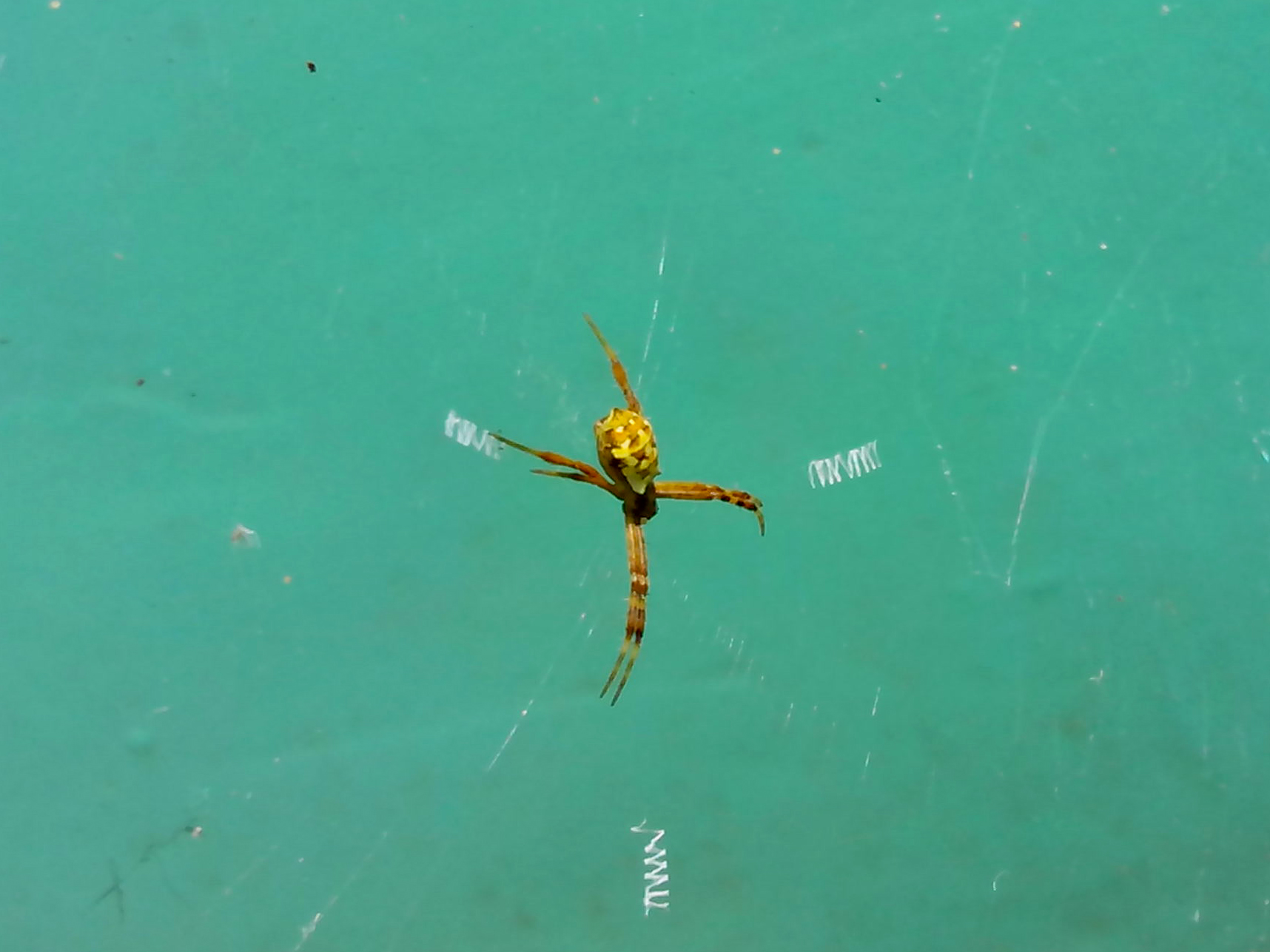
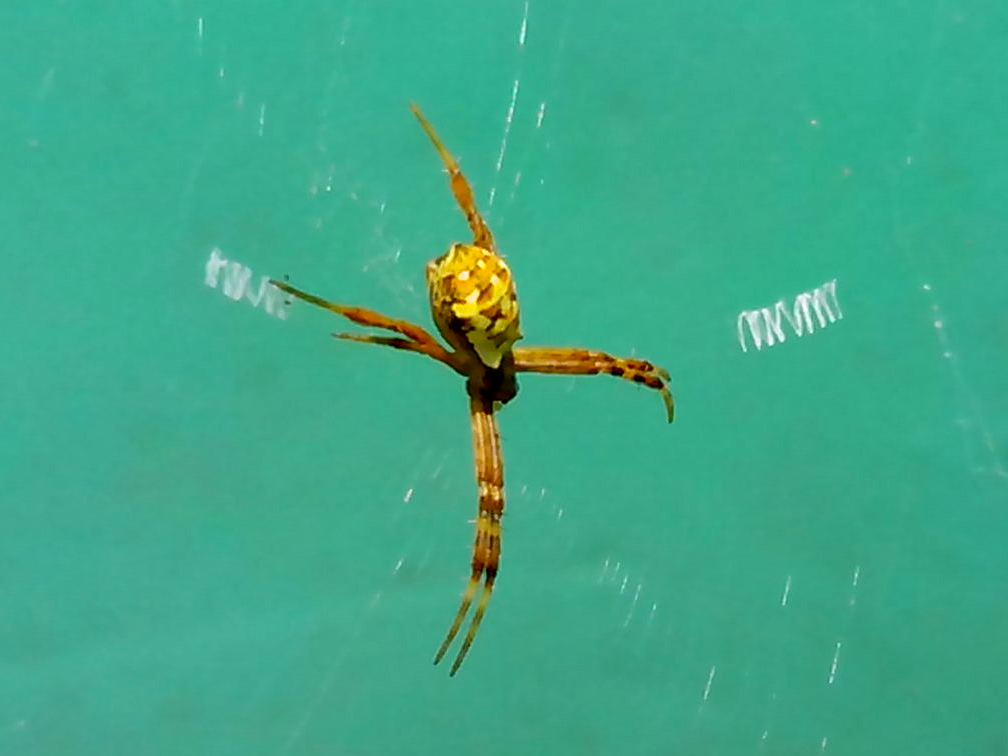